# 江戸川区立小松川第二小学校
江戸川区立小松川第二小学校（えどがわくりつ こまつがわだいに しょうがっこう）は、東京都江戸川区小松川にある公立小学校である。小松川三丁目に所在し、学校の校舎・敷地は首都高速7号小松川線の北側に面している。

## 概要
学校は北は総武本線の平井駅、南は都営地下鉄新宿線の東大島駅のほぼ中間に位置し、首都高速7号小松川線の北側に面している。総武本線の平井駅からは徒歩で約20分、路線バスの都バスで約7分。都営地下鉄新宿線の東大島駅からは徒歩で約15分、路線バスの都バスで約5分の距離である。学校の北側程近くには京葉道路が東西に走り、路線バスの都バスが両国駅、小岩駅、錦糸町駅、葛西駅、亀戸駅に通じている。

## 沿革
経緯
1952年（昭和27年）7月29日 - 東京都江戸川区小松川第二小学校として開校した。
年表
- 1952年（昭和27年）7月29日 - 東京都江戸川区立小松川第二小学校として開校した。
- 1996年（平成8年）4月1日 - 東京都人権尊重教育推進校指定された。
- 1997年（平成9年）
  - 4月1日 - 新校舎が落成し児童が移転した。
  - 7月10日 - 新校舎の作成記念式典を挙行した。
- 1999年（平成11年）6月29日 - 文部科学省人権教育研究指定校となった。
- 2001年（平成13年）6月4日 - 文部科学省指定校人権教育開校発表した[2][3]。

## 教育方針
教育目標
からだも心も健康な子ども（自立と共生の育成）
「よく考え工夫する子」「力を合わせてやりとげる子」「思いやりのある子」
本年度の重点目標「よく考え工夫する子」
めざす児童像「いつも　にこにこ　二小松（にこまつ）の子」
小学校の児童数と教員数
| 年度     | 児童総数 | 1年生 | 2年生 | 3年生 | 4年生 | 5年生 | 6年生 | 教員数 | 職員数 |
| -------- | -------- | ----- | ----- | ----- | ----- | ----- | ----- | ------ | ------ |
| 平成23年 | 811人    | 138人 | 111人 | 147人 | 133人 | 138人 | 145人 | 33人   | 4人    |
| 平成24年 | 844人    | 169人 | 140人 | 113人 | 146人 | 135人 | 141人 | 38人   | 4人    |
| 平成25年 | 817人    | 120人 | 164人 | 139人 | 113人 | 145人 | 136人 | 34人   | 4人    |
| 平成26年 | 821人    | 131人 | 122人 | 165人 | 142人 | 113人 | 148人 | 32人   | 5人    |
| 平成27年 | 822人    | 154人 | 129人 | 123人 | 161人 | 142人 | 113人 | 33人   | 5人    |
| 平成28年 | 808人    | 102人 | 148人 | 130人 | 125人 | 161人 | 142人 | 34人   | 5人    |
| 平成29年 | 800人    | 133人 | 100人 | 146人 | 131人 | 127人 | 163人 | 35人   | 5人    |
| 平成30年 | 759人    | 117人 | 129人 | 105人 | 147人 | 134人 | 127人 | 33人   | 5人    |
| 令和元年 | 742人    | 111人 | 115人 | 134人 | 101人 | 149人 | 132人 | 33人   | 5人    |
| 令和2年  | 702人    | 99人  | 113人 | 111人 | 130人 | 102人 | 147人 | 29人   | 5人    |
| 令和3年  | 666人    | 106人 | 99人  | 113人 | 112人 | 130人 | 106人 | 29人   | 5人    |
| 令和4年  | 666人    | 91人  | 114人 | 101人 | 114人 | 118人 | 128人 | 29人   | 5人    |
| 令和5年  | 636人    | 103人 | 88人  | 114人 | 103人 | 110人 | 118人 | 28人   | 6人    |

## 通学区域
住所別通学区域
| 小松川一丁目 | 小松川二丁目 | 小松川三丁目                          | 小松川四丁目           |
| ------------ | ------------ | ------------------------------------- | ---------------------- |
| 全域         | 全域         | 1番 - 13番 （小松川小学校、73番以降） | （小松川小学校、全域） |

## 進学先中学校
平成27年度入学、江戸川区立中学校「学校選択制」。中学校へ進学するときは、入学する学校を選ぶことができる制度。住所地で通学区域の学校が決められているが、希望により「通学区域外の受入が可能な学校」から入学する学校を選ぶことができる。
住所別通学区域
| 小松川第一中学校                                                                                 | 小松川第二中学校                                                                                                | 小松川第三中学校                      |
| ------------------------------------------------------------------------------------------------ | --- | ------------------------------------- |
| 小松川二丁目10 - 11番、三丁目11 - 13番 四丁目全域 平井一丁目8 - 27番、四丁目全域 五丁目20 - 58番 | 小松川一丁目全域、二丁目1 - 9番 二丁目12 - 14番、三丁目1 - 10番、73番以降 平井一丁目1 - 7番、二丁目、三丁目全域 | 平井五丁目1 - 19番 六丁目、七丁目全域 |

## 交通
鉄道
- 総武本線 - 平井駅、徒歩約15分（経路案内）、路線バス約7分。
- 都営地下鉄新宿線 - 東大島駅、徒歩約15分、路線バス約5分。

路線バス
- 都バス - 小松川第二小学校前駅、錦28乙系統（平井駅行）、小松川三丁目アパート前駅、錦28乙系統（東大島駅行）、京葉道路、中川新橋駅、錦27系統（両国駅、小岩駅行）錦25系統（錦糸町駅、葛西駅行）、錦26系統（亀戸駅、今井駅行）。

## ギャラリー
- 入学式（2014年4月撮影）
- 「元気」「勇気」「根気」（2014年4月撮影）
- 校庭（2014年4月撮影）
- 運動会（2014年5月撮影）

## 関係者
出身者
- 初鹿明博（政治家、衆議院議員）